# Akören, Silivri
Akören là một xã thuộc huyện Silivri, tỉnh Istanbul, Thổ Nhĩ Kỳ. Dân số thời điểm năm 2010 là 1.377 người.